# Johann Nepomuk Fuchs (compositor)
Johann Nepomuk Fuchs (Frauental a (Estiria), 5 de maig, 1842 - Bad Vöslau (Baixa Àustria), 5 d'octubre, 1899) va ser un compositor, director d'òpera, professor i editor austríac. La seva tasca editorial va incloure un paper important en la preparació de la primera edició completa de les obres de Franz Schubert. Era germà gran del compositor Robert Fuchs.

## Vida i obres
Johann Nepomuk Fuchs va néixer en una petita vila sud d'Àustria. El seu germà petit era el compositor i professor de música Robert Fuchs. Johann va estudiar teoria musical a Viena amb el destacat teòric i compositor Simon Sechter, amb qui Schubert havia planejat estudiar. El 1864, va ser nomenat mestre de capella de l'Òpera de Bratislava. També va dirigir òpera fora de Bratislava, a Brno, Kassel, Colònia, Hamburg i Leipzig, abans de traslladar-se a l'Òpera de la Cort de Viena el 1880.
El 1888, Fuchs es va incorporar a la facultat del Conservatori de Viena, on el compositor Alexander von Zemlinsky va ser un dels seus estudiants de composició. Altres estudiants notables van ser els compositors Edmund Eysler, Leo Fall i Rubin Goldmark, i el teòric i compositor Heinrich Schenker. El 1893, Fuchs va succeir a Joseph Hellmesberger el qual havia mort aquell any, com a director del conservatori. El 1894 va rebre més reconeixement, quan va ser nomenat "Vice Hofkapellmeister" pels seus serveis a l'Òpera de la Cort de Viena.
Fuchs va compondre música operística i incidental per al teatre, així com peces de lieder i piano. La seva única òpera, Zingara, es va posar en escena per primera vegada a Brno el 1872.
Com a editor, Fuchs va treballar en edicions d'òperes, com ara Le cadi dupé de Gluck, Almira de Händel i Alfonso und Estrella de Schubert. Va ajudar a preparar la primera edició de tot el cànon Schubert, el Schubert-Gesamtausgabe publicat per Breitkopf & Härtel, editant les obres per al teatre, així com algunes de les partitures orquestrals.
Va morir a Bad Vöslau a la Baixa Àustria el 5 d'octubre de 1899.